# 青芝金太・紋太
青芝金太・紋太（あおしばきんた・もんた）は、昭和後期に活躍した日本の漫才師。和光プロダクションに所属していた。

## メンバー
- 青芝 金太（あおしば きんた、1957年3月8日 - ）本名：木下賀津文。長野県出身。漫才ではツッコミ。
  - 松竹芸能タレント養成所の出身。その後1977年に青芝フックに入門。
  - 最初は兄と「青芝金之助・銀之助」の金之助の名で活動していたが1年足らずで解散した。

- 青芝 紋太（あおしば もんた、1956年7月17日 - ）本名：渡辺信夫。大阪府出身。漫才ではボケ。
  - 1976年にモノマネ芸人の田渕岩夫に入門。その後、青芝フック門下に移籍。
  - 北島三郎や五木ひろしのモノマネを得意とした。
  - 「痛快!明石家電視台 」の「松竹芸能芸人大集合」の際、松竹の若手芸人が青芝モンタの話をした際、明石家さんまが「紋太くんやろ？昔、よぅ仕事してん。面白いよ、紋太くん」と懐かしんだ。
  - 2010年に「３気音頭～元気・陽気・勇気～」「だからの歌」をリリースしている。

## 来歴
1978年にコンビ結成。同年1月に大阪府大阪市にある新花月で初舞台。テンポのよい「ヒガミ漫才」が売りだった。師匠は青芝フック。芸名は、顔が「金太郎」に似ていることから「金太」。顔が「猿」に似ていることから「モンキー」で「金太・紋太」になった。
『お笑いスター誕生!!』でグランプリを受賞するなどの活躍を見せた。しかし松竹芸能からの移籍話を断ったため、関西での出演舞台が減少。東京で活動を続けたが、金太の引退によって1983年に解散した。ファンへの解散報告は、ラジオ関西の深夜番組『真夜中ギンギラ大放送』最終回にて。エンディングの「さよ～ならぁ～」と言った後、紋太が「金太・紋太も解散しまーす」と語るのみだった。
解散後、金太は大阪でスナックバーを経営。紋太は「青芝モンタ」の名でピン活動。一時期ミヤ蝶子や松本竜助とコンビを組んだこともあった。また、ドラマ「怪人二十面相と少年探偵団」では、中華料理屋の店員「守」役として出演。俳優としても活動している。1994年9月にマジックのゼンジー・一億と「モンタ＆一億」を結成。2005年10月にコンビ解散。再びピンとなる。長らく所属した和光プロから離れ、現在、モンタは「アチーブ・プロジェクト」所属。現在は関西演芸協会に所属してピン活動を行うとともに、師匠の青芝フックと「青芝フック・モンタ」を結成し、関西演芸協会まつりや法善寺寄席等に出演している。

## 出演

### テレビドラマ
- 怪人二十面相と少年探偵団 （1983年、関西テレビ） - 守 役（青芝モンタ）
- 怪人二十面相と少年探偵団II 第11,12回（1984年、関西テレビ） - 浪人生 高橋 役（青芝モンタ）

### ラジオ
- 真夜中ギンギラ大放送 金太・紋太のガンバラNIGHT3時間（ラジオ関西）

## 受賞歴
- 1979年 - NHK上方漫才コンテスト 優秀敢闘賞
- 1980年 - 上方漫才大賞 新人奨励賞
- 1982年 - 日本テレビ「お笑いスター誕生!!」10週勝ち抜き8代目グランプリ